# Favresse
Favresse is een gemeente in het Franse departement Marne (regio Grand Est) en telt 173 inwoners (1999). De plaats maakt deel uit van het arrondissement Vitry-le-François.

## Geografie
De oppervlakte van Favresse bedraagt 10,5 km², de bevolkingsdichtheid is 16,5 inwoners per km².
De onderstaande kaart toont de ligging van Favresse met de belangrijkste infrastructuur en aangrenzende gemeenten.

## Demografie
Onderstaande figuur toont het verloop van het inwonertal (bron: INSEE-tellingen).